# Odontotrypes biconiferus
Odontotrypes biconiferus är en skalbaggsart som beskrevs av Leon Fairmaire 1887. Odontotrypes biconiferus ingår i släktet Odontotrypes och familjen tordyvlar. Inga underarter finns listade i Catalogue of Life.